# OVW Hardcore Championship
L'OVW Hardcore Championship è stato un titolo di wrestling di proprietà della Ohio Valley Wrestling.
Il titolo fu vinto per la prima volta il 23 giugno 2000 da Trailer Park Trash ed è stato ritirato nel 2001 quando l'ultimo vincitore fu Randy Orton.

## Albo d'oro
| Lottatore          | Regni | Data             | Località       | Note                                                   |
| ------------------ | ----- | ---------------- | -------------- | ------------------------------------------------------ |
| Trailer Park Trash | 1     | 23 giugno 2000   | Louisville     | Sconfisse Flash Flanagan diventando il primo campione. |
| Mr. Black          | 1     | 17 ottobre 2000  | Louisville     |                                                        |
| Randy Orton        | 1     | 14 febbraio 2001 | Jeffersonville |                                                        |
| Flash Flanagan     | 1     | 24 marzo 2001    | Jeffersonville |                                                        |
| Randy Orton        | 2     | 5 maggio 2001    | Jeffersonville |                                                        |
| Ritirato           |       |                  |                |                                                        |